# Allegorie

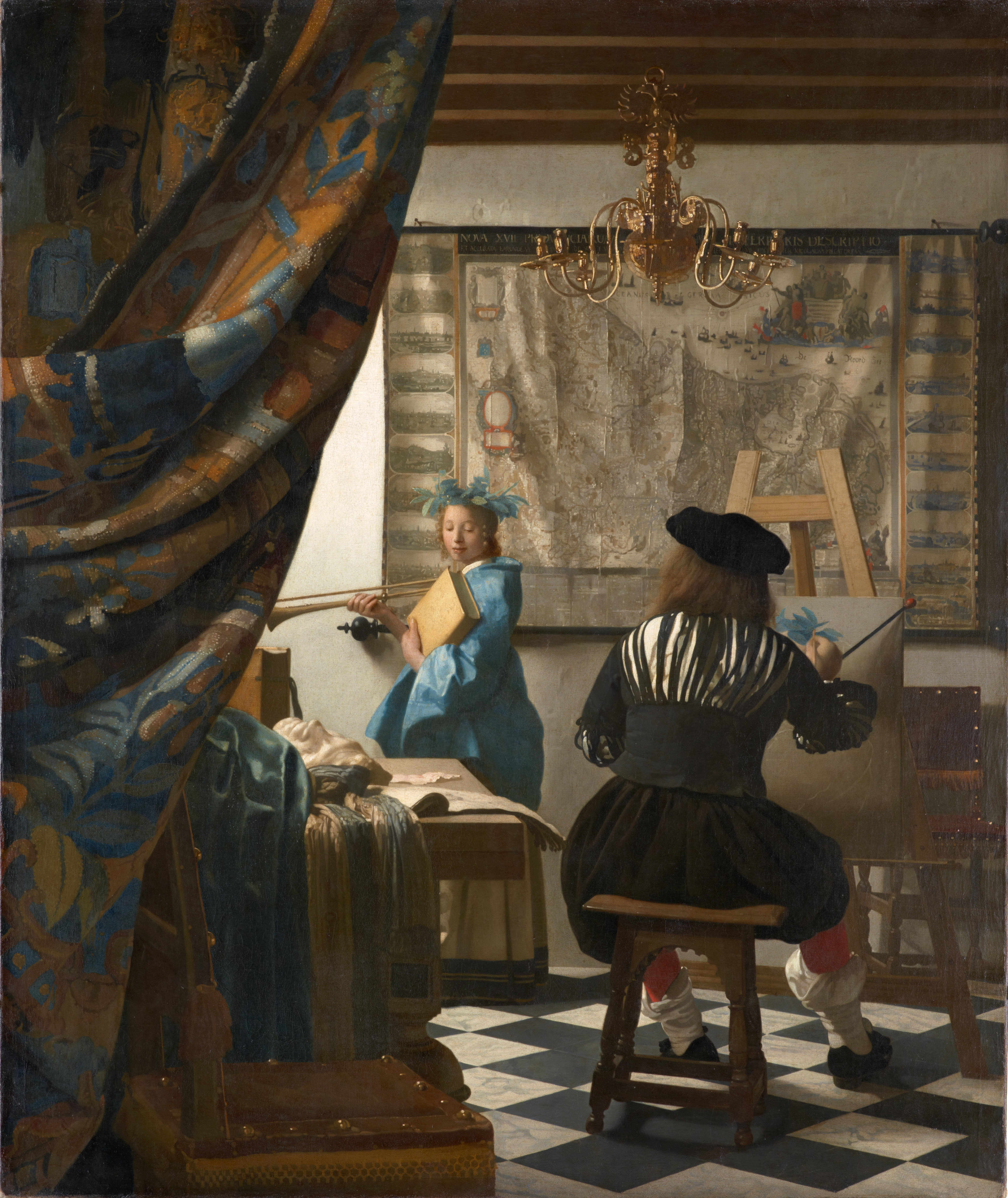
Jan Vermeer, Die Malkunst, Allegorie auf die Malerei

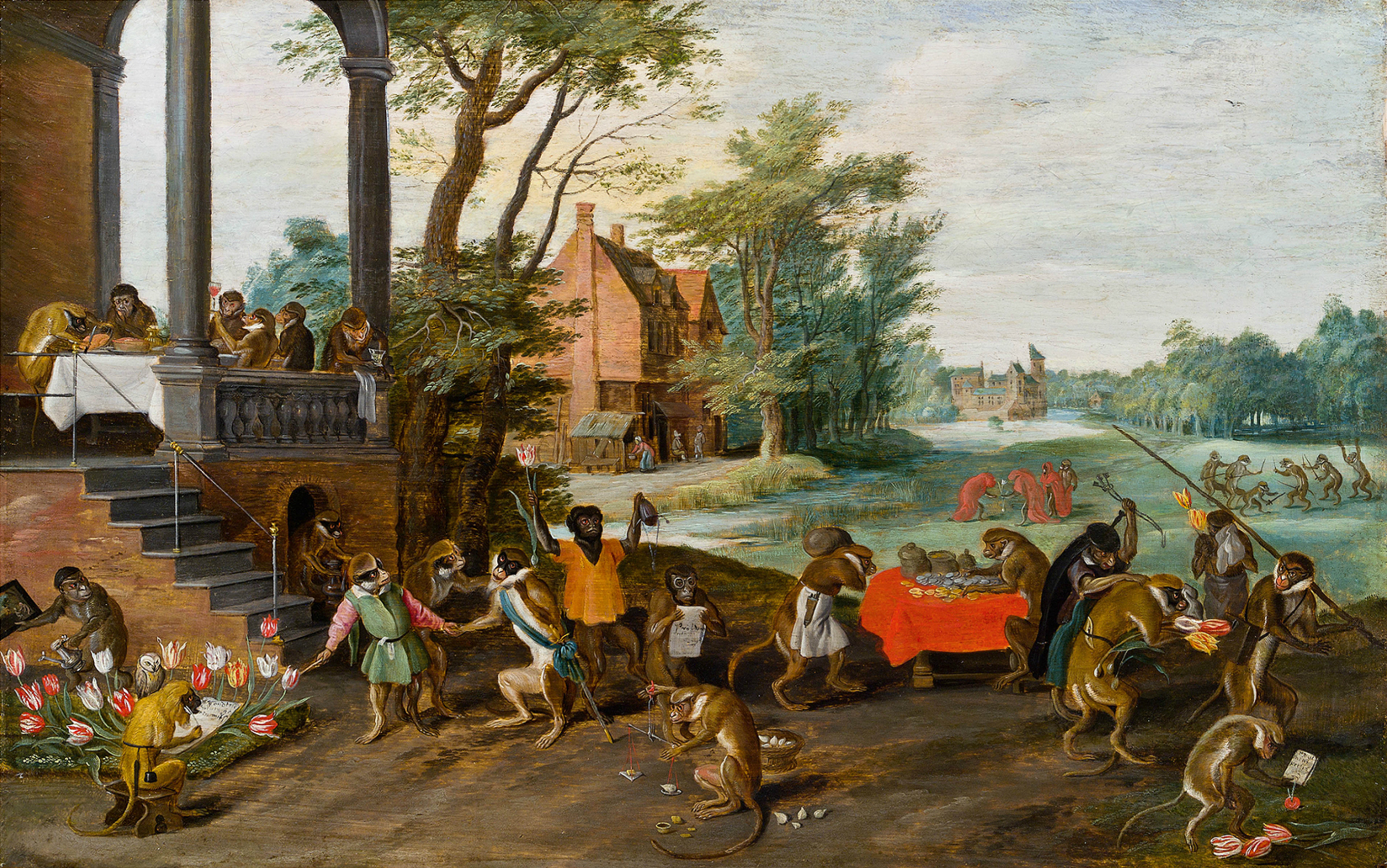
Jan Brueghel der Jüngere, Allegorie der Tulipomanie

Die Allegorie (altgriechisch ἀλληγορία allegoría ‚andere Sprache‘; von ἄλλος állos ‚anders‘, ‚verschieden‘, ‚auf andere Weise‘ und ἀγορεύω agoreúo ‚eindringlich sprechen‘, ‚eine öffentliche Aussage machen‘, zu ἀγορά agora ‚Versammlung‘) ist eine Form indirekter Aussage, bei der eine Sache (Ding, Person, Vorgang) aufgrund von Ähnlichkeits- oder Verwandtschaftsbeziehungen als Zeichen einer anderen Sache (Ding, Person, Vorgang, abstrakter Begriff) eingesetzt wird.
In der Rhetorik wird die Allegorie als Stilfigur unter den Tropen (Formen uneigentlichen Sprechens) eingeordnet und gilt dort als fortgesetzte, das heißt über ein Einzelwort hinausgehende, Metapher. In der bildenden Kunst und in weiten Teilen der mittelalterlichen und barocken Literatur tritt die Allegorie besonders in der Sonderform der Personifikation auf, in der eine Person durch Attribute, Handlungsweisen und Reden als Veranschaulichung eines abstrakten Begriffs, zum Beispiel einer Tugend oder eines Lasters, agiert.
Unter Allegorese (allegorische Deutung) versteht man die Deutung von Allegorien jeder Art, so etwa spricht man von Buchstaben-, Edelstein-, Farb-, Kleider- und Blumenallegorese. In der Literaturwissenschaft bezeichnet Allegorese die historische Auslegung eines Textes nach einem über den wörtlichen hinausgehenden Sinn.
In der mathematischen Kategorientheorie ist eine Allegorie nach Freyd und Sceodrov die Kategorie zweistelliger Relationen zwischen unterschiedlichen Mengen (im Gegensatz zur Relationsalgebra homogener zweistelliger Relationen).

## Grundlagen

### Zu Funktion und Bedeutung
In der Auslegung mythologischer und heiliger Texte hat die Annahme von Allegorien eine besondere Rolle bei dem Anliegen gespielt, den überlieferten, in seiner wörtlichen Aussage teilweise unglaubwürdig oder unverständlich gewordenen Text auf eine verborgene Weisheit oder Wahrheit hin auszulegen und so das Denken und Glauben der eigenen Zeit und Kultur als bereits in der Vergangenheit vorausgeahnt und beglaubigt auszuweisen.
Als sprachlicher oder künstlerischer Ausdruck ist eine Allegorie von vorneherein auf ihre Deutung hin konstruiert. Vom Hörer oder Betrachter erfordert die Allegorie einen Gedankensprung (Assoziation = eine bewusste oder unbewusste Verknüpfung von Gedanken) vom Gesagten oder bildlich Dargestellten zur gemeinten Bedeutung. Wenn der Betrachter nicht vertraut ist mit den geistigen oder historischen Zusammenhängen, aus denen die Allegorie heraus konstruiert wurde, bleibt ihm ihr Sinn oft verborgen. Realistische Allegorien – bei ihnen wirkt schon die wörtliche oder unmittelbare Bedeutung an sich selber lehrreich oder unterhaltsam – lassen oft übersehen, dass es weiter(gehend)e allegorische Intentionen gibt.

### Allegorie und Symbol

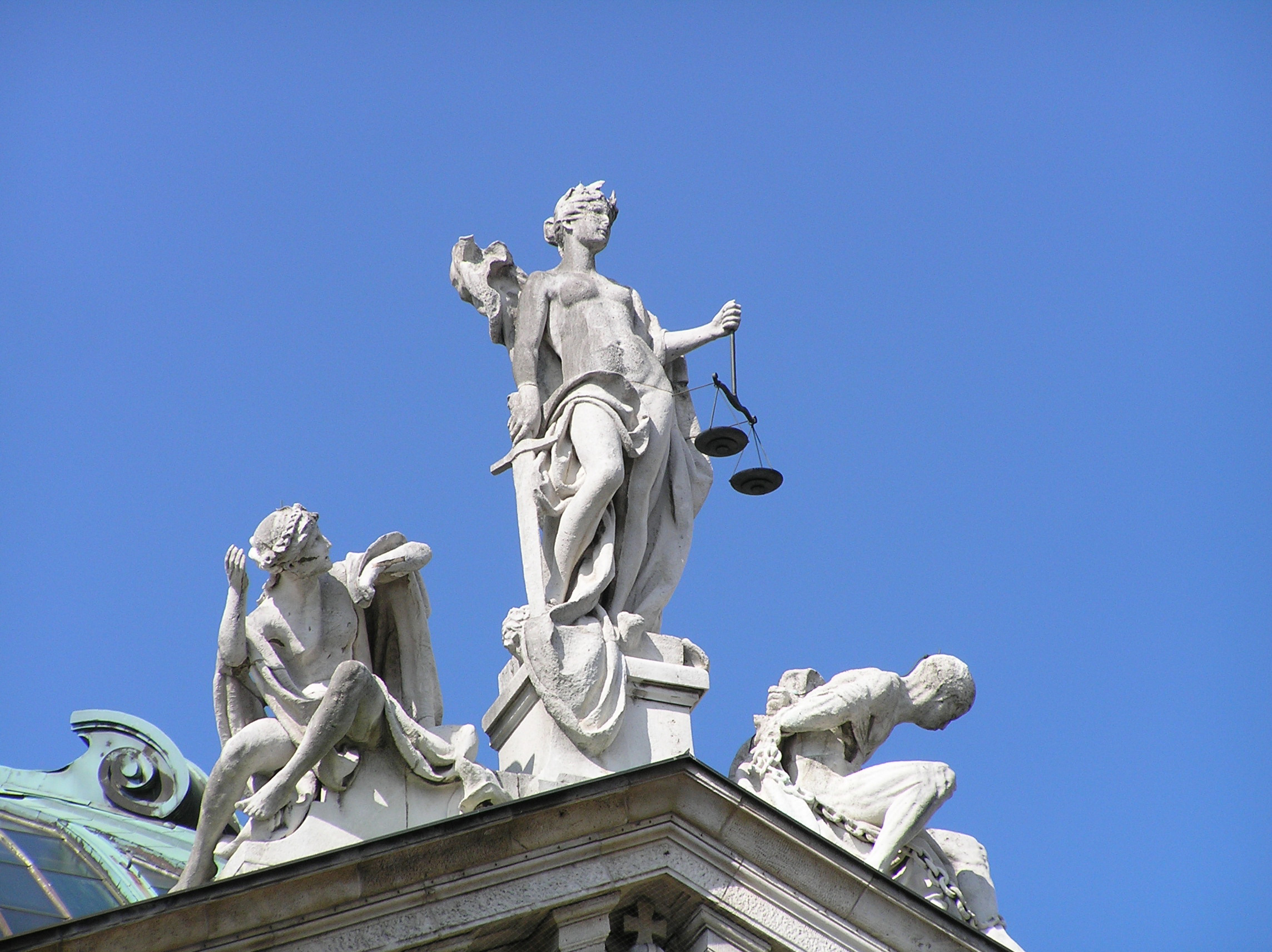
Justitia, die Gerechtigkeit, mit Darstellung der Unschuld (links) und des Lasters (rechts)

Die seit dem 18. Jahrhundert aufgekommenen Versuche, Allegorie und Symbol voneinander abzugrenzen, zeichnen sich oft durch philosophischen Tiefsinn aus, sind aber literatur- und zeichentheoretisch wenig konsistent und führen bei der Anwendung auf die antike, mittelalterliche und auch barocke Allegorie zu historischen Verkürzungen. Ein Symbol wird manchmal verstanden als ein Zeichen, das die gesagte Sache auch um ihrer selbst und ihrer Besonderheit willen, und nicht nur um der Verallgemeinerbarkeit der übertragenen Aussage willen ausspreche, ihren tieferen Sinn außerdem lediglich andeute, ihn aber weniger bestimmt als die Allegorie festlege, und darum schließlich eher intuitiv zu verstehen als intellektuell zu enträtseln sei. Vor allem soll das Dargestellte im Symbol noch anwesend sein, wodurch eine innere und äußere Einheit von Zeichen und Bedeutung gewahrt wird.
Der Allegorie fehlt diese Einheit, sie ist gebrochen und steht in einem Spannungsverhältnis zur dahinter stehenden Idee. Ästhetisch wurde während des Klassizismus darum dem als poetischer empfundenen Symbol meist der Vorzug gegeben vor der verstandesbetont nüchternen, als Gedankenspiel geringgeschätzten Allegorie, die im Rahmen einer auf Unmittelbarkeit, Gefühl und Individualität ausgerichteten Literatur- und Kunstauffassung als die minderwertigere oder sogar unpoetische Ausdrucksform geringgeschätzt wurde. Durch Walter Benjamin erfuhr die Allegorie in der Moderne eine Aufwertung: „Das Symbol ist die Identität von Besonderem und Allgemeinem, die Allegorie markiert ihre Differenz.“ Sie wurde als Kunstform gegen die idealistische Ästhetik paradigmatisch für die Moderne.

### Geschichtliche Entwicklung und Beispiele
Im antiken Griechenland wurden zahlreiche Kräfte und Zustände, sofern sie dauerhaft wirkten, vergöttlicht. Der griechische Götterhimmel war daher so vielfältig, dass es der Allegorie nur selten bedurfte. Soweit bekannt, nutzten die griechischen Maler jedoch personifizierte Abstrakta für innere Vorgänge und Zustände wie Empörung oder Neid, die sie noch nicht durch Mimik oder Gebärden darstellen konnten, und stellten sie neben die handelnden Figuren, um deren Motive zu zeigen. In hellenistischer und römischer Zeit änderte sich das: An die Stelle der Gottheit trat immer öfter die Allegorie. Nicht nur natürliche Vorgänge wurden nun allegorisiert, sondern auch staatliche und politische Verhältnisse.
Einen frühen Höhepunkt erreichte die Verwendung der Allegorie in der bildenden Kunst der Frührenaissance, in der vor allem Abstrakta wie geistige Qualitäten personifiziert wurden. Zum besseren Verständnis mussten Allegorien oft mit Beischriften oder Attributen versehen werden (z. B. wurde Feigheit durch einen Mann repräsentiert, der vor einem Hasen flieht).
Häufig diente seit dem Hochmittelalter die Allegorie moralisch-theologischen Zwecken, z. B. zur Darstellung von Tugenden und Sünden. Die mittelalterliche Kirchenmalerei, Plastik (Straßburger Münster) und Goldschmiedekunst (Verduner Altar in Klosterneuburg) und die barocke Malerei (z. B. Rubens) bedienten sich reichlich der belehrenden Allegorie und schufen zahlreiche Figuren, die das Gute oder Böse repräsentieren.
Seit der Französischen Revolution verkörpern Allegorien auch politische Ideen wie die Freiheit oder die Volkssouveränität.
Seit Mitte des 19. Jahrhunderts – unter dem Einfluss der in London ausgestellten Giebelfiguren des Parthenon, der sog. Elgin Marbles – wurden vermehrt skulpturale Allegorien (oft weibliche Figuren) als Schmuck- oder Stützfiguren verwendet, um den Zweck und die Bestimmung von öffentlichen Gebäuden anzuzeigen (zuvor schon z. B. am Pariser Panthéon).

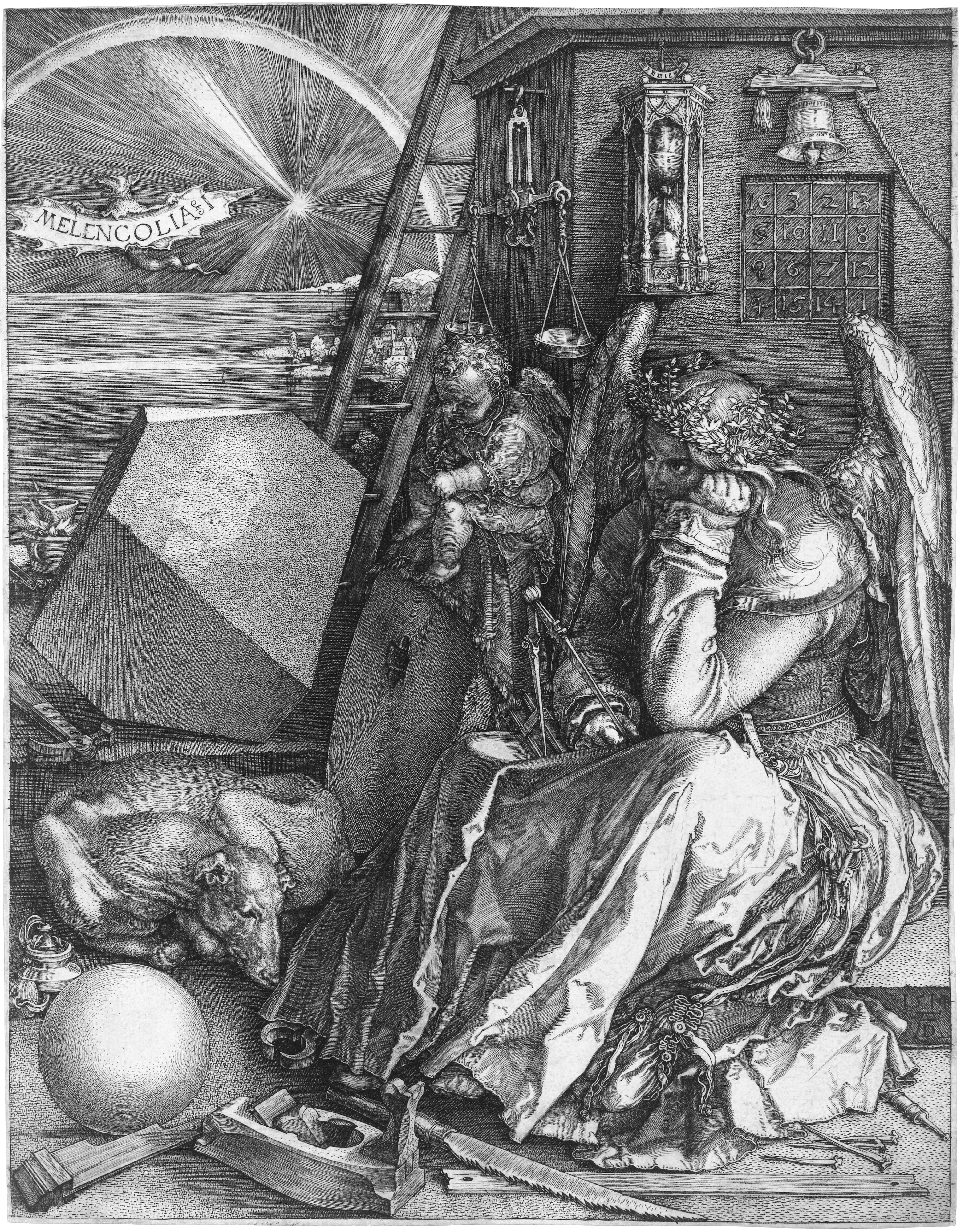
Dürer: Melencolia I

Die Allegorie kann auch als bildhafte Personifikation eines Staates verwendet werden. In der Form einer Nationalallegorie findet man beispielsweise für das Deutsche Reich die Germania, für Österreich die Austria, für Preußen die Borussia, für die Schweiz die Helvetia, für Frankreich die Marianne, für Großbritannien die Britannia oder für die USA die Lady Liberty oder Uncle Sam.
- Der Tod als Gerippe (das Fleisch vergeht) und mit der Sense (er trifft alle).
- Die Gerechtigkeit als Frau (Justitia; iustitia ist im Lateinischen weiblich) mit verbundenen Augen (ohne Ansehen der Person), in der einen Hand eine Waage (genau abwägend) und in der anderen ein Schwert (urteilend).
- Albrecht Dürers Melencolia I kann entgegen der vorherrschenden Deutung als Melancholie durchaus als eine Allegorie des Trostes durch Meditation[7] verstanden werden (siehe: Jakobsleiter des Gebets mit sieben Sprossen – vgl. auch: Melencolias Pi-Theta-Gürtel entsprechend den Säumen des Kleides von Philosophia bei Boetius’ Trost der Philosophie, 524) als auch der Wissenschaften (Quadrivium: Arithmetik, Geometrie, Astronomie & Musik) sowie Dürers künstlerischer Kreativität und Kunsttheorie.

Da die Allegorie ein indirektes Zeichen des Dargestellten ist, wird sie nicht direkt verstanden, sondern erst durch Abstraktion – oder Konvention.

## Sprachliche Allegorie

### Allegorie in der Literatur
In der Literatur sind bekannt: Allegorie und Allegorese, Formen, die Inhalte von Texten erklären, wobei die Allegorese die Interpretationsform ist, die Allegorie die Textform. Das hermeneutische Verfahren einer allegorischen Interpretation von Texten wurde zuerst in der Antike für das Deuten der Epen Homers und der Theogonie Hesiods angewendet. Die verschiedenen philosophischen Schulen versuchten dadurch, die Texte nicht nur wörtlich zu verstehen, sondern einen verborgenen Sinn in ihnen zu entdecken. Die in der klassischen Zeit als skandalös empfundenen Göttergeschichten der vorklassischen Zeit, wie etwa von Homer oder Hesiod überliefert, konnten auf diese Weise gerechtfertigt werden.
In Rom wurde die von den Griechen praktizierte allegorische Interpretation von Göttermythen übernommen. Allegorische Figuren wurden u. a. von Lukan (Roma), Vergil (Fama), Lukrez und Ovid erfunden. Aus spätrömischer Zeit stammt Boethius’ Buch Tröstungen der Philosophie, in dem neben den Musen der Dichtkunst auch die Philosophie als Person zum Autor spricht. Von weitreichendem Einfluss auf Literatur und Kunst des Mittelalters war Prudentius’ Psychomachia aus dem 4. Jahrhundert n. Chr., eine allegorische Schilderung des Kampfes zwischen den christlichen Tugenden und den heidnischen Lastern.
Bis zum ausgehenden Mittelalter entstanden zahlreiche phantastisch-allegorische Werke, so der Anticlaudian des Alanus ab Insulis im 12. Jahrhundert, der sich im Vorwort zu seinem Buch ausdrücklich eine nur buchstäbliche Lektüre des Textes verbat, oder der überaus populäre und weit verbreitete Rosenroman von Guillaume de Lorris und Jean de Meung. Auch die Bibel erschien in allegorischer Form, so im hochmittelalterlichen Eupolemius, in dem die Heilsgeschichte vom Sündenfall bis zur Auferstehung Christi nacherzählt wird. In der Übergangszeit zwischen Mittelalter und Renaissance schrieb Petrarca seine in vielen illustrierten Handschriften überlieferten De remediis utriusque fortunae, eine allegorische Anleitung für den Menschen über seinen Umgang mit Glück und Unglück, und schließlich Dante die Göttliche Komödie.
In der Barockzeit erlebten Allegorien eine Blüte in allen Bereichen der Literatur, sei es in Gedichten, Reden aller Art, Predigten, Grabinschriften usw. Sie treten auch heute noch im Christi-Leiden-Spiel und in der Passionsprozession auf.
Der Klassizismus verwirft die in der christlichen Mystik begründete allegorische Kunstauffassung, die im Symbolismus und der Moderne eine säkularisierte Wiedergeburt erlebt.

In der Romantik hat E. T. A. Hoffmann, der auch Zeichner war, mit seiner Titelvignette zu den Fantasiestücke in Callots Manier (1814/1815) einen intermedialen Ansatz zwischen Literatur und Bild gefunden. Es
lässt sich feststellen, dass die Vignette ein komplexes und vielschichtiges Werk ist, das Hoffmanns künstlerische Philosophie widerspiegelt und heterogene Elemente in einem einheitlichen, rätselhaften Bild vereint, das seine literarischen Werke einleitet.

### Allegorese in der Bibel
Bezüglich der Bibel gibt es zwei grundsätzliche Hauptrichtungen der Allegorese, als Interpretationsform zur Erklärung der Inhalte der jeweiligen heiligen Schriften, für das Christentum die christliche Bibel, für das Judentum hauptsächlich Tora, Hebräische Bibel, Talmud, Responsen und Rabbinische Literatur.

#### Christentum
In der christlichen Tradition hat sich die Vorstellung vom mehrfachen biblischen Schriftsinn entwickelt, wonach der biblische Text einerseits einen historisch wahren oder als fiktional (Parabel) einzustufenden wörtlichen Sinn besitzt (sensus litteralis) und andererseits in mehrfach gestufter Bedeutung auf historisch nachzeitige (typologischer Sinn), moralische (tropologischer Sinn) oder eschatologische Dinge (anagogischer Sinn) auszulegen ist.

Allegorese wurde schon früh auch für die christliche Bibel praktiziert. So deutet der Apostel Paulus Hagar „bildlich“ oder eben allegorisch auf den Alten und Sarah auf den Neuen Bund:
„Das hat einen bildlichen Sinn: Dies sind nämlich die zwei Bündnisse“. (Gal 4,21–31 )
Origenes bezieht das Hohelied des Alten Testaments auf die Liebe zwischen Christus und der Seele des Gläubigen. Augustinus prägte über das Mittelalter hinaus die christliche Allegorese. Zur allegorischen Deutung der Heiligen Schrift forderte er vom Interpreten Kenntnisse in Grammatik, Rhetorik, Linguistik sowie umfassendes Wissen über die Dinge der Natur, über Zahlen und Musik, nicht aber über heidnische Mythen und heidnische Mantik oder Astrologie.
Luther schätzte allegorische Deutungen von Bibeltexten nicht und machte sich über Origenes lustig. Andererseits verwendete er Allegorien in seinen Tischreden und Predigten, da sie zwar dem Zuhörer nicht „rationale Erkenntnis des historisch geschehenen Mysteriums ermöglichten, aber doch sein Anspiel (allusio) und natürliches Ergriffensein“.

### Judentum
Das Judentum kennt mit der Pardes-Klassifikation vier verschiedene Ansätze für die Exegese der Jüdischen Bibel, des Tanach und der heiligen Texte in der Tradition des rabbinischen Judentums. PaRDeS ist ein Akronym für die klassische jüdische Interpretation von Texten beim Studium der Tora.
Über klassische Lesarten hinaus lassen sich mit Hilfe dieses Systems Bibelstellen immer wieder in einem neuen, nicht wortwörtlichen Sinn interpretieren. Ein Beispiel dafür ist 3. Buch Mose 20,10 , wo für Ehebrecher und Ehebrecherin der Tod gefordert wird. Insbesondere im liberalen Judentum wird diese Forderung heute allegorisch gedeutet. Ehebruch kann hier als Abwendung von Gott als der Quelle allen Lebens verstanden werden. Unter Drasch sind persönliche Ansichten zur Bedeutung der Ehe denkbar, und die letzte Ebene Sod kann als mystische Verbundenheit zwischen Mensch und Gott verstanden werden.
Die allegorische Auslegung der Tora wurde schon in der Antike von Philo von Alexandrien ausgiebig gebraucht.

#### Allegorie in der Rhetorik
In der Rhetorik ist Allegorie ein Fachbegriff. Die sprachliche Form der Allegorie wird in der Rhetorik als rhetorischer Tropus verstanden. Wie alle Tropen erfordert sie einen Gedankensprung vom Gesagten zum Gemeinten. Durch die semantischen Formen similitudo (Vergleich) und contrarium (Gegensatz) ist sie verwandt mit der Metapher, dem exemplum (Beispiel), dem Aenigma (Rätsel), dem proverbium (Sprichwort), der Ironie, dem Euphemismus usw. In der Rhetorik kann sie auf vielfältige Weise angewendet werden, so in Lob- und Preisreden, zum Argumentieren, für das Belehren, für Satiren, Witze und dergleichen.
Cicero schrieb in seinem Buch De oratore der Allegorie verschiedene Anwendungsmöglichkeiten zu: Sie diene zur Verdeutlichung des Redegegenstandes bzw. zu dessen Verbergen, der Kürze der Darstellung und der Unterhaltung des Publikums. In seinem bis ins Mittelalter maßgebenden Buch über die Redekunst De institutione oratoria lieferte Quintilian eine rhetorische Theorie der Allegorie.

## Bildliche Allegorie
Da die Allegorie abstrakte Sachverhalte durch Bilder darstellt, ist sie besonders in der bildenden Kunst eine Möglichkeit, Konventionen in Bildern deutlich zu machen, und somit eine Möglichkeit, diese Bilder zu deuten. Sie ist damit auch eine Möglichkeit, abstrakte Sachverhalte anschaulicher und dadurch verständlicher zu machen.

### Antike
In der bildenden Kunst sind allegorische Darstellungen seit der Antike üblich. In der griechischen Antike finden sich Allegorien unter anderem als Marmorreliefs an Altären und auf Giebelfeldern der Tempelanlagen, oder als umlaufenden Fries ebenda. Bedeutende vielgestaltige Darstellungen allegorischer Szenerien finden sich auch auf den Vasenmalereien in Hellas.
In der römischen Kunst ist die Allegorie eine übliche Darstellungsform auf Gemmen, Münzen, Sarkophagen oder Triumphbögen. Personifizierungen abstrakter Ideen und Vorstellungen – wie „Glück“, „Frieden“, „Eintracht“, „Jahreszeiten“, „Geld“ oder bestimmter Städte oder Staatswesen – wurden benutzt zur bildlichen Erinnerung an einen bestimmten Menschen auf Sarkophagen, zur Verherrlichung bestimmter historischer Ereignisse auf Triumphbögen oder zur Verbildlichung religiöser oder kosmologischer Vorstellungen.
Berühmt ist das verschollene Bild Die Verleumdung  des Malers Apelles mit seinem Aufmarsch allegorischer Figuren wie Gerücht, Neid oder der nackten Wahrheit, das in der Renaissance nach einer Ekphrasis des Lukian von Samosata als Gemälde von Sandro Botticelli mit dem Titel Die Verleumdung des Apelles neu geschaffen wurde, sowie das nur in einer römischen Kopie erhaltene Relief des Kairos, eine Allegorie der günstigen Gelegenheit, des hellenistischen Bildhauers Lysipp.

### Mittelalter

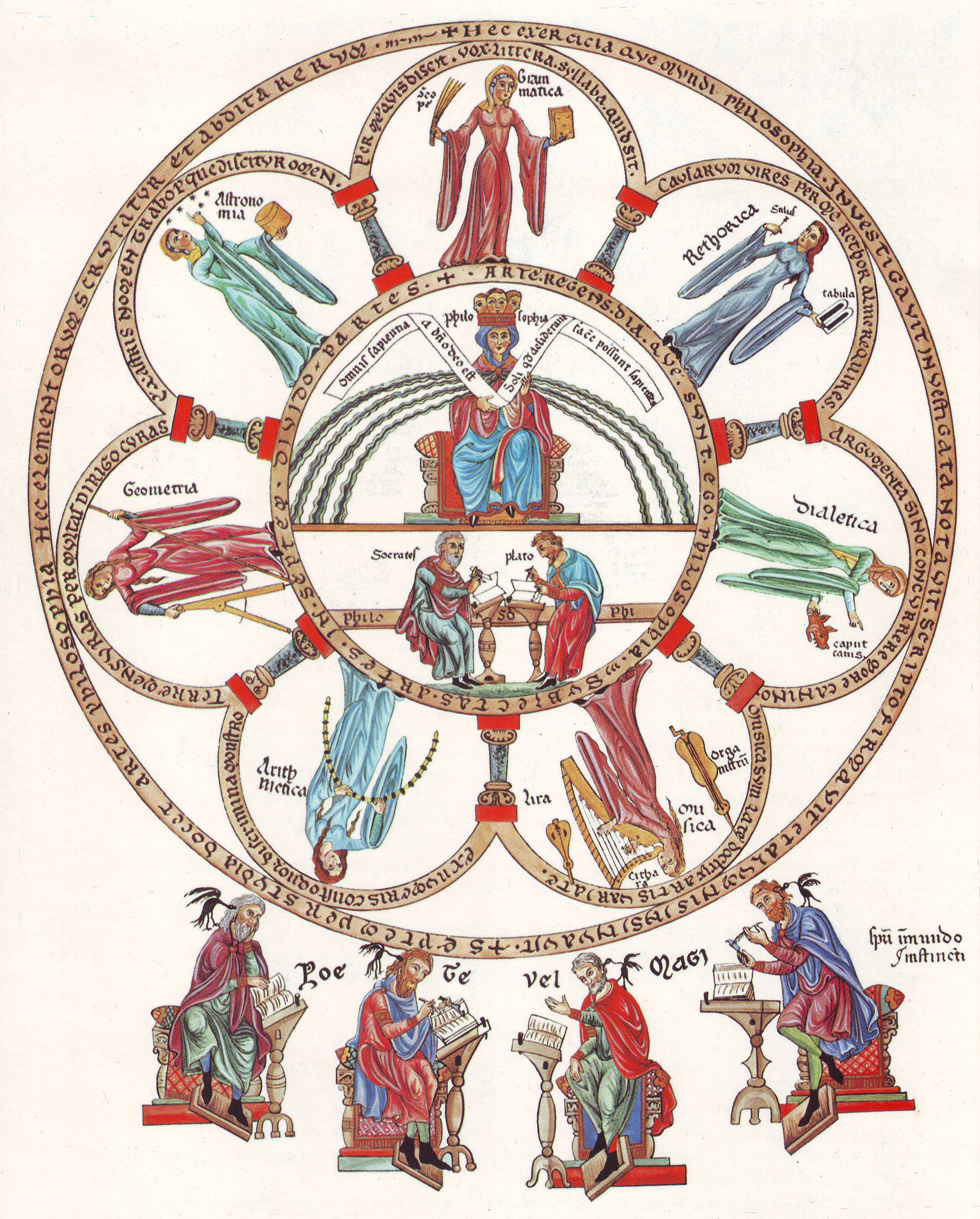
Philosophia et septem artes liberales, Illustration aus dem Hortus Deliciarum der Herrad von Landsberg (12. Jahrhundert)

Antike allegorische Bildformeln wurden auch in der frühchristlichen Kunst verwendet und umgedeutet. Von besonderer Wichtigkeit für die Herstellung allegorischer Bilder in der christlichen Kunst sind Thesen des Isidor von Sevilla zur Verwendung allegorischer Texte, die im Zuge des Bilderstreits auch als Argumente für das Bild im Kontext christlicher Religion benutzt wurden. Im Laufe des Mittelalters entwickelten sich im Zusammenhang mit der christlichen Dogmatik neue Allegorien, die in unzähligen Varianten in der Malerei, der Skulptur und sogar in der Architektur erscheinen. Typische Beispiele sind die vier Kardinaltugenden, die Sieben Todsünden, die Sieben Freien Künste, Frau Welt, Ecclesia und Synagoge und Zahlenallegorien.
Eine eigene Ausprägung allegorischer Interpretation von Texten, die sich in den Bildkünsten widerspiegelt, ist die Klassifikation, in der jeweils Ereignisse des Alten und des Neuen Testaments als Typus und Antitypus miteinander in Zusammenhang gebracht wurden. Die einzelnen Textstellen der Bibel bzw. ihre bildliche Darstellung konnten verschiedenen Interpretationsmodi unterzogen werden, bei denen der buchstäbliche (sensus litteralis) und der geistige (sensus spiritualis) Sinn zu unterscheiden war. Zu beachten war bei diesem die allegorische Bedeutung (sensus allegoricus), die moralische Bedeutung (sensus tropologicus) und die eschatologische Bedeutung (sensus anagogicus).

### Renaissance und Barock

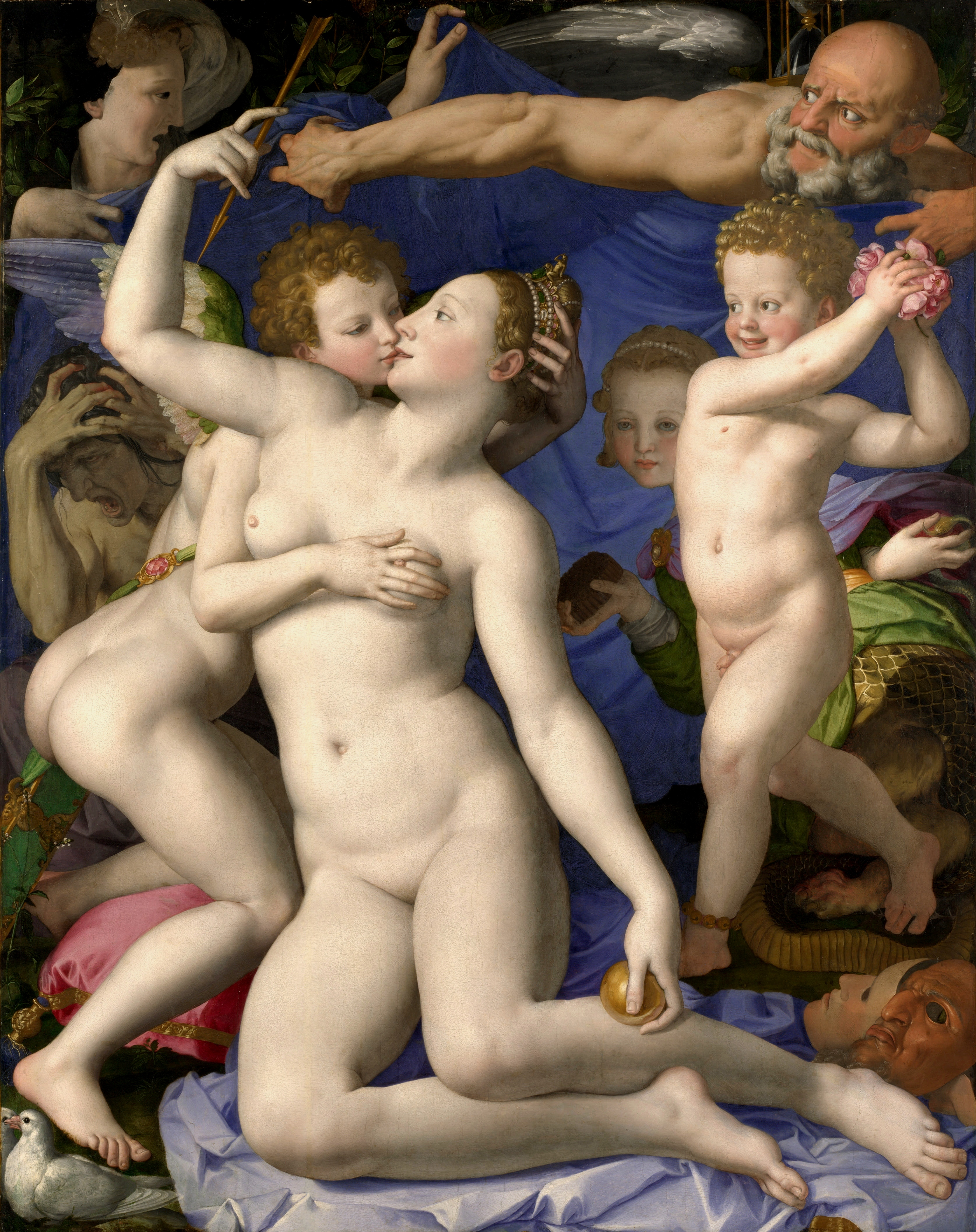
Agnolo Bronzino, die Allegorie der Liebe in der National Gallery, London

Neue Impulse bekamen die Allegorien durch das wachsende Interesse humanistischer Gelehrter am Neuplatonismus. Alle Erscheinungen der Welt können als Abbilder göttlicher Schönheit gesehen werden. Niederschlag fanden zum Beispiel Ideen neuplatonischer Gelehrter am Hofe der Medici in Florenz in den Bildern Botticellis.
Auch pagane Quellen können „Spiegel göttlicher Schönheit und Weisheit“ sein. Beispielhaft für die Neubewertung nichtchristlicher Quellen ist das Interesse an ägyptischen Hieroglyphen, etwa an der 1419 entdeckten Schrift über Hieroglyphen des Horapollon. 1499 erschien der allegorische Roman Hypnerotomachia Poliphili des Francesco Colonna, mit dem das Spiel der Künstler und Dichter von Renaissance und Barock mit der Emblematik eröffnet wurde. Andrea Alciatos Emblematum liber von 1531 erlebte viele Auflagen und diente in der Folge den Künstlern wie die Iconologia des Cesare Ripa, 1593, als allgemein anerkannte und viel benutztes Buch für allegorische Darstellungen. Zu den aus dem Mittelalter bekannten Allegorisierungen traten neue, wie z. B. die des Herkules als Verkörperung des tugendhaften Menschen bzw. des vollkommenen Herrschers.
Die Tendenz zum Dunklen und Unverständlichen in Allegorien, die schon Cicero bemerkt hatte, nimmt in der Renaissance zu, beispielhaft zu erkennen in den Bildern für Isabella d’Estes studiolo, und zeigt sich in schwer zu deutenden Bildern des Manierismus, wie der Allegorie der Liebe des Bronzino.
Eine Blüte erlebte die allegorische Malerei im Zuge der Gegenreformation in der Ausmalung katholischer Kirchen und gleichzeitig in der Ausgestaltung barocker Schloss- und Parkanlagen.

### Romantik und Klassizismus bis zur Gegenwart

Delacroix: Die Freiheit führt das Volk, 1830

In der folgenden Zeit ließ die Lust an der Allegorie bei Künstlern und Auftraggebern nach. Der Allegorie wurden vermehrt trockene und gefühlsarme Gedankenkonstruktionen nachgesagt. Kunsttheoretiker des 18. Jahrhunderts wie Gotthold Ephraim Lessing, Moses Mendelssohn und später auch Edgar Allan Poe stellten den Sinn allegorischer Darstellungen in Frage, während Johann Joachim Winckelmann, Johann Wolfgang Goethe und vor allem Nathaniel Hawthorne – einer der bekanntesten Allegoriker der Weltliteratur – der Allegorie positiver gegenüberstanden. Trotzdem gab es nach wie vor allegorische Gemälde wie die Allegorie der Freiheit von Eugène Delacroix oder die Tageszeitenbilder von Philipp Otto Runge. Während der Wilhelminischen Zeit spielten allegorische Skulpturen eine bedeutende Rolle bei der Dekoration von repräsentativen Bauten oder Denkmälern wie beispielsweise dem Deutschen Reichstag oder dem Niederwalddenkmal bei Bingen am Rhein.
Auch Künstler des 20. Jahrhunderts, wie z. B. Max Beckmann, arbeiten gelegentlich mit allegorischen Darstellungen.

### Beispiele

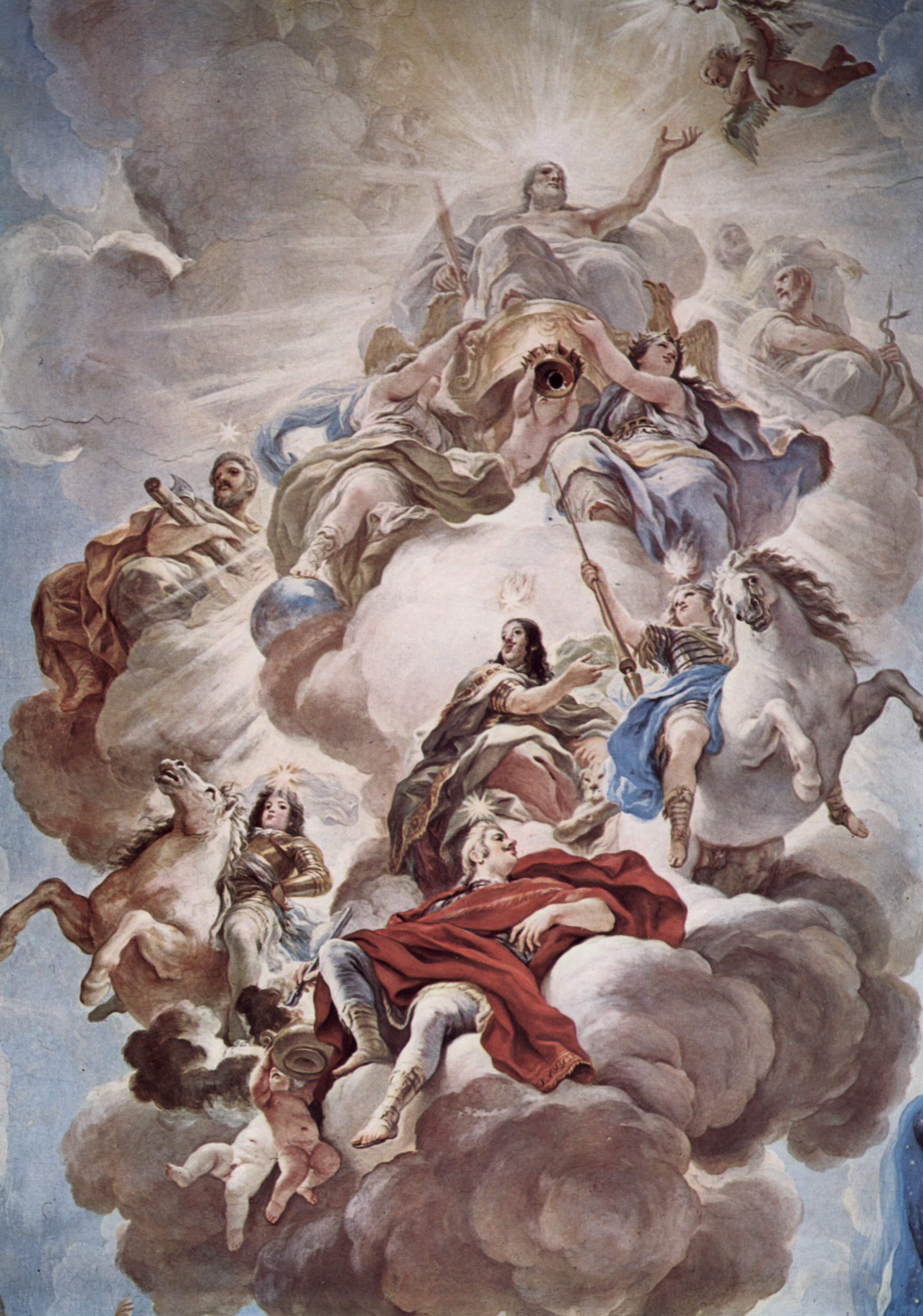
Triumph der Medici in den Wolken des Olymp, Fresken in der Galerie des Palazzo Medici Riccardi in Florenz, Luca Giordano, 1684–1686

- Lysipp: Kairos, Römische Kopie, Turin, Antikenmuseum
- Ekklesia und Synagoge, um 1225–1235, Straßburger Münster, Musée de l’Œuvre Notre-Dame, Strasburg
- Lorenzetti: Die gute Regierung; die schlechte Regierung, 1338–1339, Siena, Palazzo Pubblico
- Botticelli: Primavera, Florenz Uffizien, um 1482
- Botticelli: Die Verleumdung des Apelles, um 1490/95, Florenz, Uffizien
- Bronzino: Allegorie der Liebe, um 1545, National Gallery (London)
- Bronzino: Andrea Doria als Neptun, 1540–1550, Mailand, Pinacoteca di Brera
- Heilige Allegorie, Gemälde von Giovanni Bellini, Florenz, Uffizien
- Rubens: Allegorie von Krieg und Frieden, National Gallery (London)
- Abu al-Hasan: Jahangir und Schah Abbas (Allegorie des Friedens), 1618, Freer Gallery of Art (Washington)
- Luca Giordano: Triumph der Medici in den Wolken des Olymp, Palazzo Medici Riccardi, Florenz
- Giovanni Battista Tiepolo: Allegorie der vier Kontinente, Deckenfresken im Treppenhaus der Würzburger Residenz, 1752–53, Würzburg
- Asmus Carstens: Die Nacht und ihre Kinder Schlaf und Tod, 1795, Weimar, Staatliche Kunstsammlungen
- Delacroix: Die Freiheit führt das Volk oder Der 28. Juli 1830, 1830, Paris, Louvre
- Gustav Klimt: Römisches und Venezianisches Quattrocento, 1891, Wien, Kunsthistorisches Museum
- Renoir: Die Rhône empfängt die Saône, [1901], Paris, Galerie Durand-Ruel
- Max Beckmann: Die Nacht, Düsseldorf Kunstsammlung Nordrhein-Westfalen
- Die Ausstellung der Deutschen Guggenheim in Berlin zeigte 2005 unter dem Titel Douglas Gordon's The Vanity of Allegory unter anderem Werke von Duchamp, Damien Hirst, Jeff Koons, Man Ray, Andy Warhol sowie der Filmregisseure Bernardo Bertolucci, Francis Ford Coppola, Walt Disney, Federico Fellini, Jean-Luc Godard, Stanley Kubrick, Pier Paolo Pasolini, Andrei Tarkovsky und Luchino Visconti.

### Beispiel (sprachliche Allegorie)
- Farm der Tiere (George Orwell)

## Zitat
„Die Allegorie verwandelt die Erscheinung in einen Begriff, den Begriff in ein Bild, doch so, dass der Begriff im Bilde immer noch begrenzt und vollständig zu halten und zu haben und an denselben auszusprechen ist.
Die Symbolik verwandelt die Erscheinung in Idee, die Idee in ein Bild, und so, dass die Idee im Bild immer unendlich bleibt und, selbst in allen Sprachen ausgesprochen, doch unaussprechlich bliebe.“

„Allegorien sind im Reiche der Gedanken, was Ruinen im Reiche der Dinge.“